# Escuela Técnica Superior de Ingenieros Industriales (Universidad Politécnica de Madrid)
La Escuela Técnica Superior de Ingenieros Industriales (ETSII) es una escuela de ingeniería dependiente de la Universidad Politécnica situado en el Palacio de las Artes y la Industria de Madrid (España). En ella se imparten las titulaciones de ingeniería industrial, ingeniería química, e ingeniería de organización industrial entre otros estudios de grado y de posgrado. 

## Historia
El 4 de septiembre de 1850 el ministro de Comercio Manuel Seijas Lozano publicó en la Gaceta de Madrid el Real Decreto de la reina Isabel II para la fundación de los estudios de Ingeniero Industrial. Ésta contaba con dos especialidades: Mecánica y Química. La carrera sería cursada en Madrid, en la Escuela Central del llamado Real Instituto Industrial, creado para ello. Su precedente histórico se encontraba en el Real Gabinete de Máquinas (1791-1824) creado por Agustín de Betancourt.
La ley Moyano, promulgada en 1857, concedió la facultad de expedir el título de Ingeniero Industrial a las Escuelas Profesionales existentes en Barcelona, Gijón, Sevilla, Valencia y Vergara. En el año 1867 desaparece la Escuela Central de Ingenieros Industriales de Madrid, al suprimir el ministro de Fomento, el señor Manuel Orovio Echagüe, la partida del Presupuesto del Estado destinada a su mantenimiento.
En 1901 se reabrió, por decreto del Ministro de Instrucción Pública don Álvaro de Figueroa, Conde de Romanones. El edificio elegido estaba en la calle Fuencarral, si bien al ser necesario un mayor espacio al incrementarse el número de alumnos y laboratorios, se comenzó a dar clases también el último piso del edificio conocido como “Colegio de Sordomudos”, al final del Paseo de la Castellana. En 1907 se añade a las especialidades de Mecánica y Química la especialidad de Electricidad, ampliándose el número de años de la titulación de cinco a seis años. Finalmente, debido al creciente número de alumnos, el ministro de Instrucción Pública, señor Rodríguez San Pedro, incluye en el Presupuesto del Estado una partida para trasladar todas las enseñanzas al Palacio de Exposiciones, donde sigue en la actualidad, después de importantes ampliaciones y reformas posteriores.
En 1971 se integra con el resto de las Escuelas de Ingeniería de Madrid en la Universidad Politécnica de Madrid.
En agosto de 2010 le fue otorgada la acreditación ABET (Accreditation Board for Engineering and Technology) a la titulación de Ingeniero Industrial, el más prestigioso certificado de calidad que puede ser entregado a un título de una escuela de ingeniería, del que gozan los títulos de universidades como Harvard, el MIT, la Universidad de Stanford o la École Centrale de París, entre otros. La ETSI Industriales, ETSI de Telecomunicación y ETSI de Minas y Energía, ambas pertenecientes a la Universidad Politécnica de Madrid, son los primeros centros públicos en España que han obtenido este reconocimiento.

### Máquina de vapor en el recibidor principal

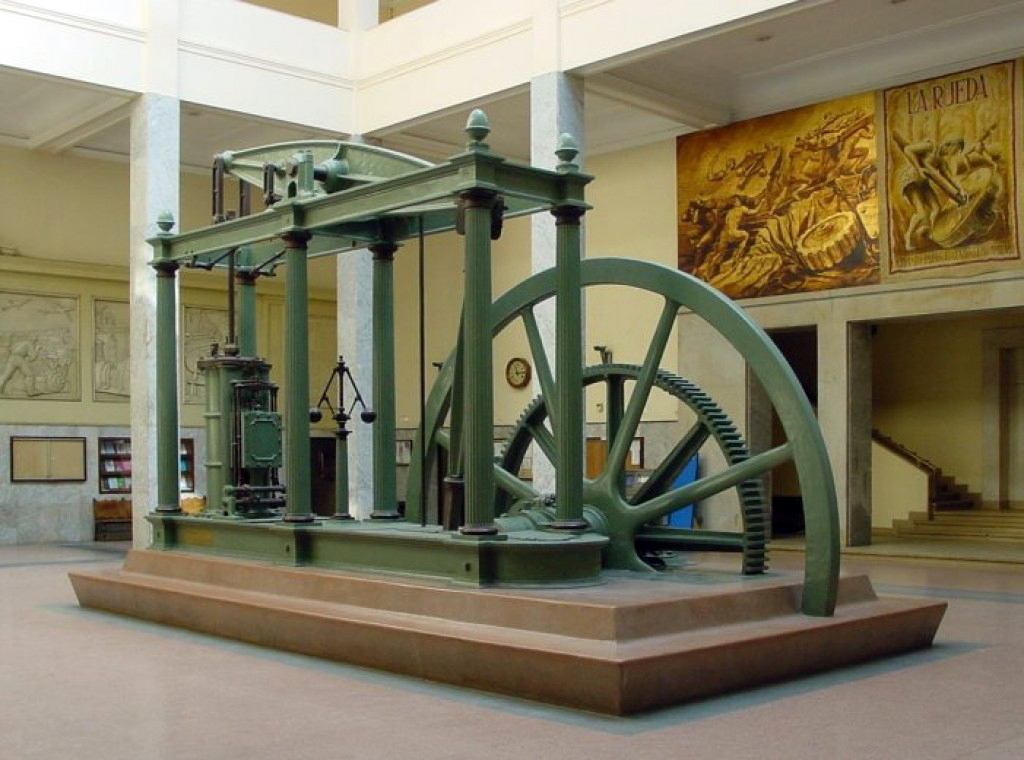
Máquina de vapor de tipo Watt procedente de la FNMT-RCM, expuesta en el hall de la ETSIIM.

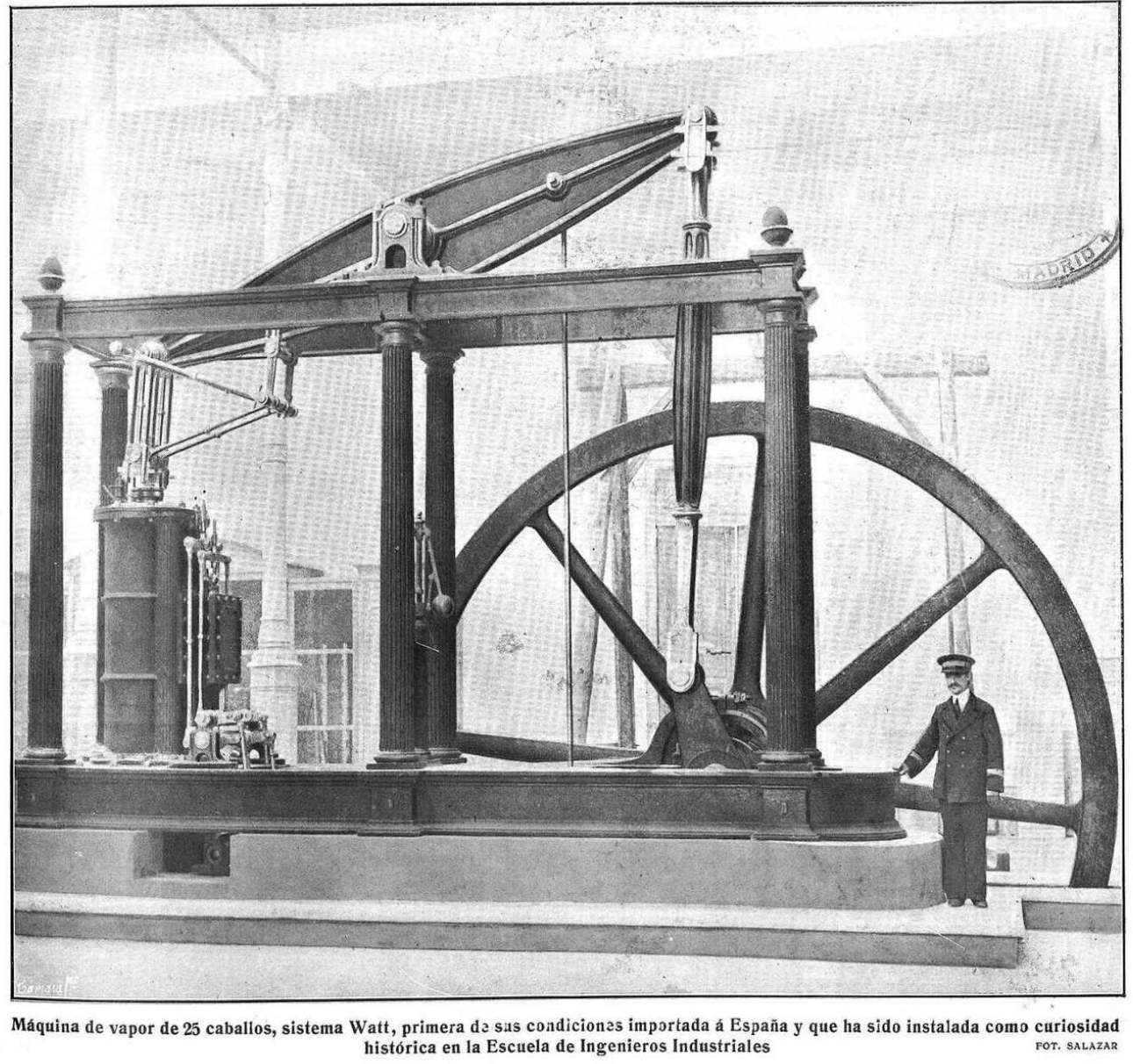
Recorte de la página 22 del [http://hemerotecadigital.bne.es/issue.vm?id=0003033821&search=&lang=en Nº 20 de la revista La Esfera

En el recibidor, situado a continuación de la entrada principal, hay un pedestal sobre el que se aposenta la primera máquina de vapor industrial que se importó a España, construida por D. Napier & Son (London) en el año 1839 y diseñada ex profeso para accionar las estampas de la  FNMT y que, tras quedar obsoleta, fue donada a la ETSIIM para preservarla como monumento histórico para la industria y el comercio del país. Su instalación en la ETSIIM se completó en mayo de 1914, como muestra una fotografía en la revista La Esfera.
La Máquina (como así se conoce entre alumnos y egresados) se instaló sobre una estructura de hormigón que se extiende al subsuelo, realizada con los cajeados precisos para permitir que girara libremente mediante accionamiento manual. En años posteriores se decidió inmovilizarla, posiblemente para prevenir cualquier percance. La posibilidad de movimiento de La Máquina en su origen se constata con la misma imagen de La Esfera, tomada al finalizar su ensamblaje en la ETSIIM, al comparar la posición del balancín con la actual.         

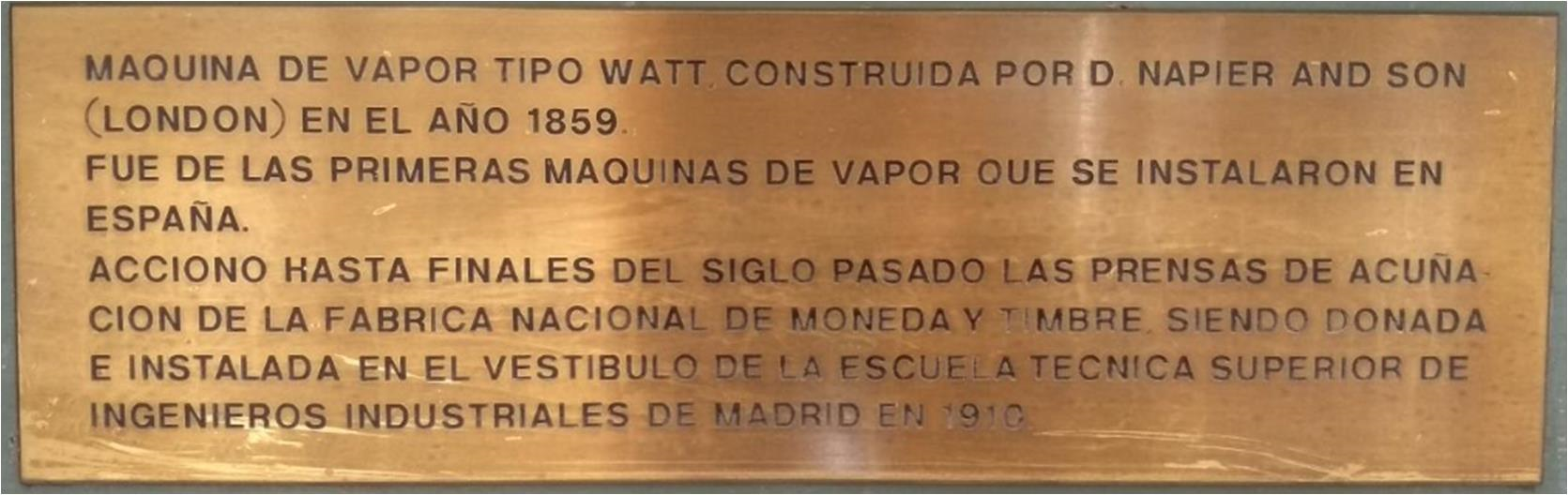
Placa explicativa de la historia de La Máquina de vapor de la ETSII UPM (las fechas no son correctas)

La máquina tiene algunos elementos característicos:
- Chasis de 6 columnas de estilo dórico con remates decorativos.
- Volante de inercia de 4 secciones y 4 toneladas.
- Cilindro de doble efecto y válvula doble de tipo Polonceau con transmisión por dos excéntricas accionadas desde el eje de potencia.
- Paralelogramo de Watt para conectar el pistón (de movimiento lineal) con el balancín (movimiento circular oscilante).
- Regulador de Watt, con dos bolas de acero para ajustar la admisión de vapor a presión al cilindro según el régimen de giro, situado en el travesaño central del chasis.

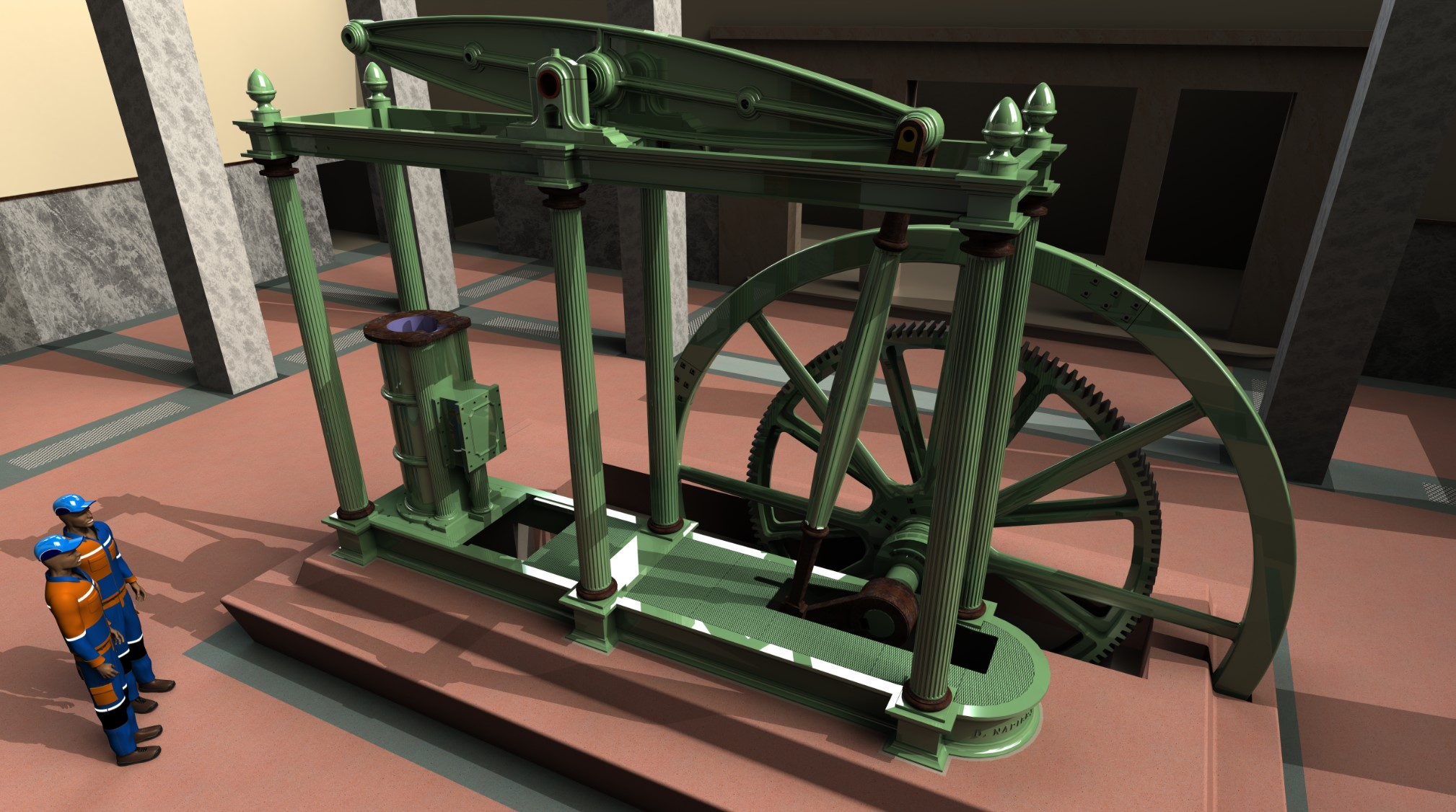
Render del modelo CAD realizado en SolidWorks por Mario Musicò, más realista que la primera iteración y despiezable en unidades fabricables, incluido en el [https://www.youtube.com/watch?v=5GjPZLXMOhM vídeo de la simulación

La concesión de acceso a La Máquina en 2017 hizo posible la creación de un modelo virtual (CAD) y la simulación del movimiento de La Máquina, así como del ciclo de vapor, la cual fue divulgada en julio de 2019.

## Estudios y titulaciones
La ETSII imparte las titulaciones oficiales de Ingeniero Industrial, Ingeniero Químico, y a partir del curso 2010-2011 los Grados de Ingeniería en Tecnologías Industriales (grado de referencia para la profesión habilitante), Ingeniería Química e Ingeniería de la Energía (como itinerario de tecnologías energéticas). Además imparte trece másteres universitarios de especialización y diversos programas de posgrado para directivos, como MBA y formación en línea. A partir del curso 2015-2016 se imparte el grado de Ingeniería de Organización.

## Características

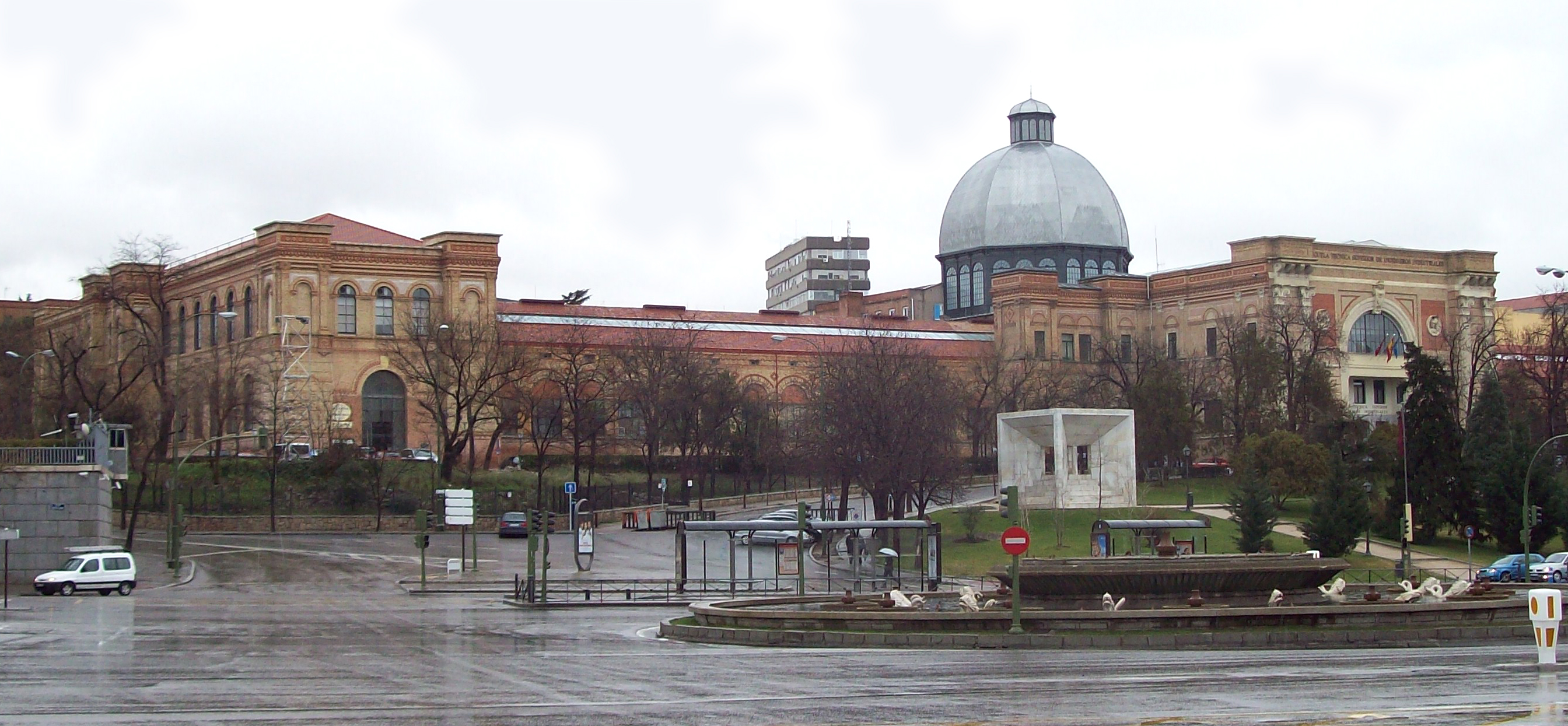
Fotografía de la ETSII.

En 2010 contaba con 4.000 estudiantes, 300 profesores, 650 investigadores en proyectos de I+D y 9 centros de investigación.
La línea educativa seguida se asemeja al sistema francés de las Grandes Escuelas, con una muy notable formación en Matemáticas y Física durante los dos primeros años. En efecto, prueba de ello, son sus numerosos acuerdos de doble titulación con escuelas francesas como la École nationale des ponts et chaussées, la Escuela Superior de Minas de París, la École centrale Paris, etc. 
Ha firmado acuerdos con 109 universidades en 23 países. Pertenece  a la red Top Industrial Managers for Europe (TIME) que permite doble titulación, colaboración académica e investigación conjunta entre 57 universidades europeas.

## Reconocimiento

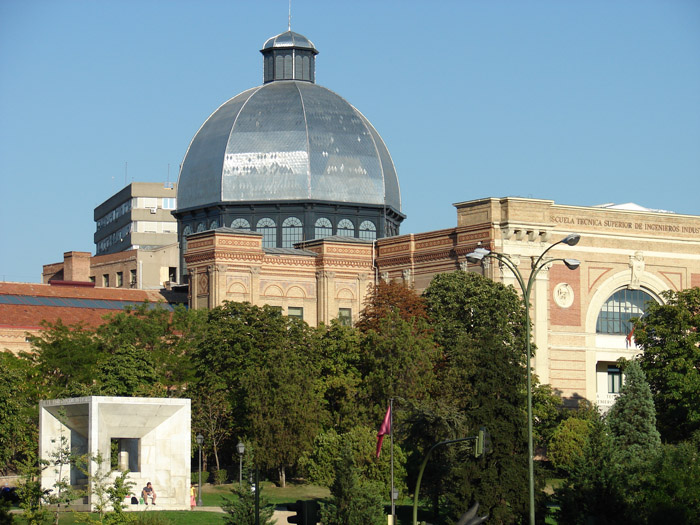
La Escuela de Industriales de Madrid (ETSIIM) con el monumento de la Constitución.

En 2010 la ETSII y la Escuela Técnica Superior de Ingenieros de Telecomunicación (Universidad Politécnica de Madrid) han sido los dos primeros centros educativos superiores en España en haber obtenido la acreditación ABET (Accreditation Board for Engineering and Technology), el más prestigioso certificado de calidad que puede ser entregado a un título de una escuela de ingeniería, del que gozan los títulos de universidades como Harvard, el MIT, la Universidad de Stanford.
Entre los años 2010 y 2017 la escuela ha sido considerada la mejor de España en el ámbito de las ingenierías de tecnologías industriales en el ranking publicado por el periódico El Mundo. En el año 2014, la nota de corte se estableció como la más alta en España en el grado en Ingeniería en Tecnologías Industriales (11.7).

## Alumnos ilustres
Debido a su trayectoria histórica y su proyección en las distintas ramas de la ingeniería, la Escuela ha aportado al mundo de la ingeniería un notable número de ilustres profesionales. Algunos ejemplos son:
- Javier Gómez-Navarro, ministro, empresario, y presidente del Consejo Superior de Cámaras de Comercio.
- Elena Salgado, ministra y vicepresidenta del gobierno.
- Rodolfo Martín Villa, ministro y vicepresidente del gobierno.
- Antonio Colino, pionero de la energía nuclear en España y académico de la Real Academia Española.
- Alfredo Llorente, alto cargo en Endesa y otras empresas.
- José Luis López de Silanes, presidente de CLH y consejero de Gas Natural.
- Francisco García Sánchez, gerente de Endesa (Chile).
- Joaquín Aguinaga, director de la Escuela Técnica Superior de Ingeniería de Bilbao y parlamentario vasco.
- Gerardo Díaz Ferrán, fundador del Grupo Marsans, expresidente de la CEOE, y actualmente en la cárcel por delitos económicos.

Además, la Asociación de Antiguos Alumnos de la ETSII otorga premios de reconocimiento a antiguos alumnos por su trayectoria profesional, como, por ejemplo:
- Santiago de Ybarra y Churruca, presidente de honor del Grupo Vocento.
- Amelia Barreiro Megino, investigadora posdoctoral en nanociencia.
- Raúl Mata Jiménez, fundador de varias empresas.